# اليساندرو باستريني
اليساندرو باستريني (بالإيطالية: Alessandro Bastrini)‏ (3 أبريل 1987 في إيطاليا - ) هو لاعب كرة قدم إيطالي في مركز الدفاع. شارك مع منتخب إيطاليا تحت 21 سنة لكرة القدم. أما مع النوادي، فقد لعب مع إنتر ميلان ونادي ترنانا ونادي ساسولو ونادي ساليرنيتانا ونادي سامبدوريا ونادي فيتشينزا ونادي كاتانيا ونادي كالياري ونادي كومو ونادي مودينا ونادي نوفارا.

## روابط خارجية
- اليساندرو باستريني على موقع قاعدة بيانات كرة القدم.إي يو (الإنجليزية)
- اليساندرو باستريني على موقع Soccerway.com (الإنجليزية)
- اليساندرو باستريني على موقع عالم كرة القدم.نت (الإنجليزية)
- اليساندرو باستريني على موقع AS.com (الإسبانية)